# San Juan Vallarta
San Juan Vallarta är en ort i Mexiko.   Den ligger i kommunen Huaquechula och delstaten Puebla, i den sydöstra delen av landet, 100 km sydost om huvudstaden Mexico City. San Juan Vallarta ligger 1 514 meter över havet och antalet invånare är 839.
Terrängen runt San Juan Vallarta är kuperad österut, men västerut är den platt. Terrängen runt San Juan Vallarta sluttar söderut. Runt San Juan Vallarta är det ganska tätbefolkat, med 104 invånare per kvadratkilometer. Närmaste större samhälle är Izúcar de Matamoros, 15,2 km söder om San Juan Vallarta. Omgivningarna runt San Juan Vallarta är en mosaik av jordbruksmark och naturlig växtlighet.